# Katunitsa
Katunitsa (bulgariska: Катуница) är ett distrikt i Bulgarien.   Det ligger i kommunen Obsjtina Sadovo och regionen Plovdiv, i den centrala delen av landet, 140 km sydost om huvudstaden Sofia.
Trakten runt Katunitsa består till största delen av jordbruksmark. Runt Katunitsa är det ganska tätbefolkat, med 80 invånare per kvadratkilometer.